# Olympische Winterspiele 2010/Teilnehmer (Mexiko)
| Gelbes Symbol für Goldmedaillen mit stilisierten Olympischen Ringen | Graues Symbol für Silbermedaillen mit stilisierten Olympischen Ringen | Braundes Symbol für Bronzemedaillen mit stilisierten Olympischen Ringen |
| ------------------------------------------------------------------- | --------------------------------------------------------------------- | ----------------------------------------------------------------------- |
| —                                                                   | —                                                                     | —                                                                       |

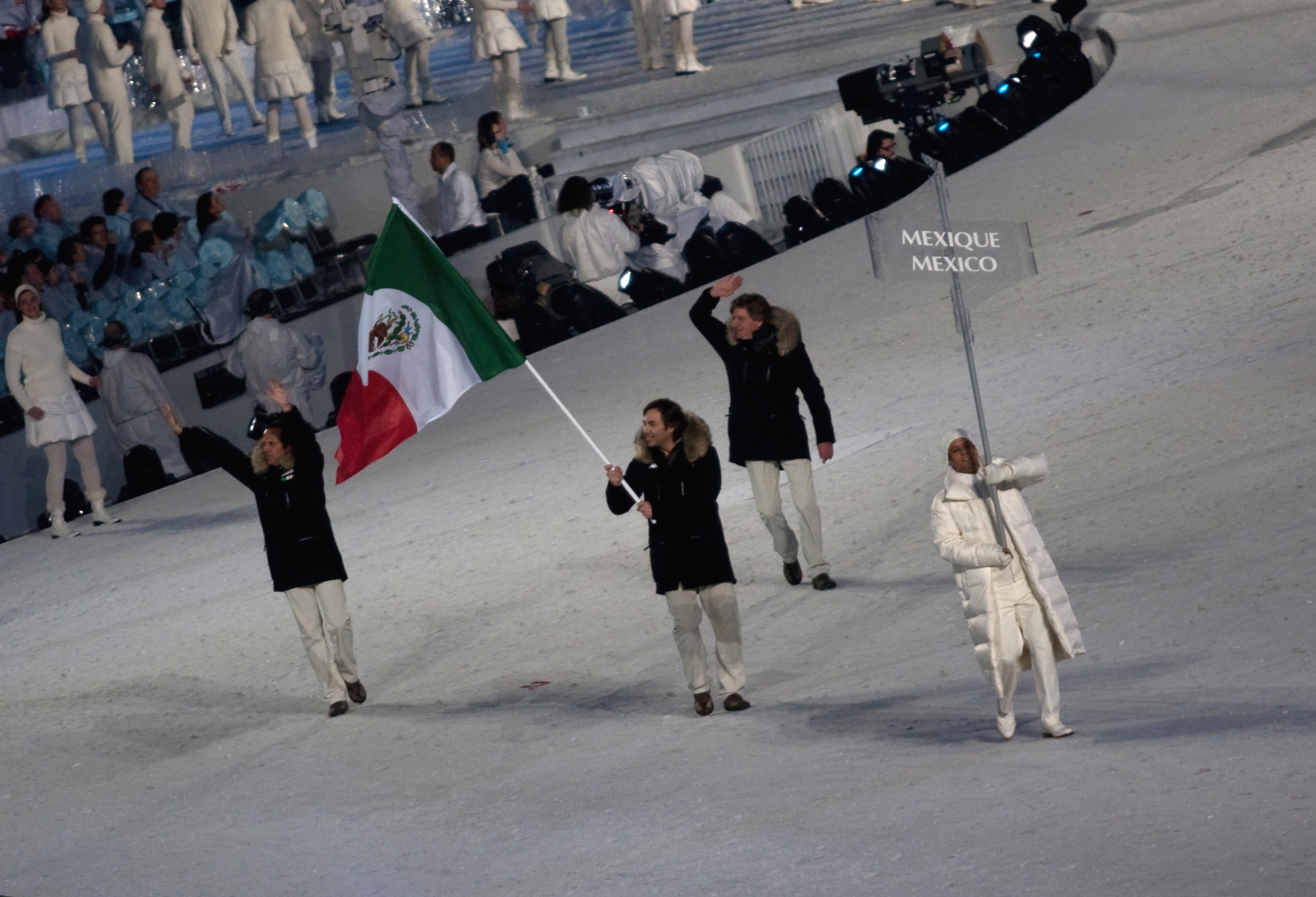
Einzug der mexikanischen Mannschaft

Mexiko nahm an den Olympischen Winterspielen 2010 im kanadischen Vancouver mit einem Sportler im Ski Alpin teil.

## Ski Alpin
Männer
- Hubertus von Hohenlohe
Riesenslalom: 78. Platz
Slalom: 46. Platz